# Marcel Junius
Marcel Junius (Verviers, Belgique, 23 janvier 1925 - Québec, Canada, 6 juin 2018) est un architecte et urbaniste québécois. 

## Biographie
Né en Belgique, Marcel Junius émigre avec sa famille au Québec en 1961. 
Il devient en 1973 directeur général du patrimoine, administrateur de la Loi sur les biens culturels récemment adoptée par l’Assemblée nationale. À ce poste il déploya une grande énergie pour classer, protéger et mettre en valeur les monuments et sites historiques du Québec. 
Il est ensuite vice-président, puis en 1980 président de la Commission des biens culturels du Québec. Il devient, en 1985, président du Conseil consultatif de l’environnement du Québec. En 1989 il organise la XVIe Conférence générale du Conseil international des musées (ICOM), qui est un grand succès.
Il est en 1992 le premier secrétaire général de l'Organisation des villes du patrimoine mondial, restant à ce poste jusqu'en 1998. Il contribue par la suite à la création de la Fondation du patrimoine historique international.
Il fut dans les dernières années années de sa prolifique carrière, président et fondateur de l'Institut Québec-Europe Un patrimoine commun. Il était accompagné des personnalités politiques John Ciaccia et Marcel Masse à titre de vice-présidents et de l'auteur québécois Pierre Bérubé, secrétaire général. L'Institut travaillait étroitement avec ll'Institut européen des itinéraires culturels du Conseil de l'Europe.
Il décède à Québec le 6 juin 2018,.

## Distinctions
- 2001 : Médaille de la Ville de Québec
- 2003 : Prix Gérard-Morisset[3],[4]
- 2005 : Officier de l'Ordre du Canada
- 2007 : Chevalier de l'Ordre national du Québec
- 2010 : Officier de l'Ordre de la Couronne de Belgique